# 국제 방송음향조명기기 전시회
국제 방송·미디어·음향·조명 전시회(Korea International Broadcasting, Media, Audio & Lighting Show)는 1991년부터 매년 개최되는 전시회이다. 줄여서 KOBA라고 부른다. 이 전시회는 한국이앤엑스, 한국방송기술인연합회가 주최하고 지식경제부, 방송통신위원회, 한국방송공사, 문화방송, 에스비에스, 한국교육방송공사, 한국전자통신연구원, 한국음악산업협회, 한국영상산업협회, 한국케이블TV방송협회가 후원한다. KBS, MBC, SBS 등의 방송사들과 방송기기, 음향기기, 조명기기 등을 제조하는 업체들이 이 전시회에 참가한다.

## 역대 전시회
| 회수 | 개최일자        | 출품현황       | 관람인원 | 전시규모 | 장소   |
| ---- | --------------- | -------------- | -------- | -------- | ------ |
| 1    | 1991.6          | 15개국 115개사 | 21,963   | 3,888m2  | 코엑스 |
| 2    | 1992.6          | 13개국 183개사 | 30,293   | 3,888m2  | 코엑스 |
| 3    | 1993.8          | 17개국 181개사 | 33,750   | 5,184m2  | 코엑스 |
| 20   | 2010. 6.15~18   | 29개국 636개사 |          | 17,649m2 | 코엑스 |
| 30   | 2019. 5.13~ 15  | 35개국 906개사 | 38,225   | 27,997m2 | 코엑스 |
| 30   | 2023. 5.16 ~ 19 | 35개국 475개사 | 38,225   | 25,405m2 | 코엑스 |